# Bataillon de montagne du Wurtemberg

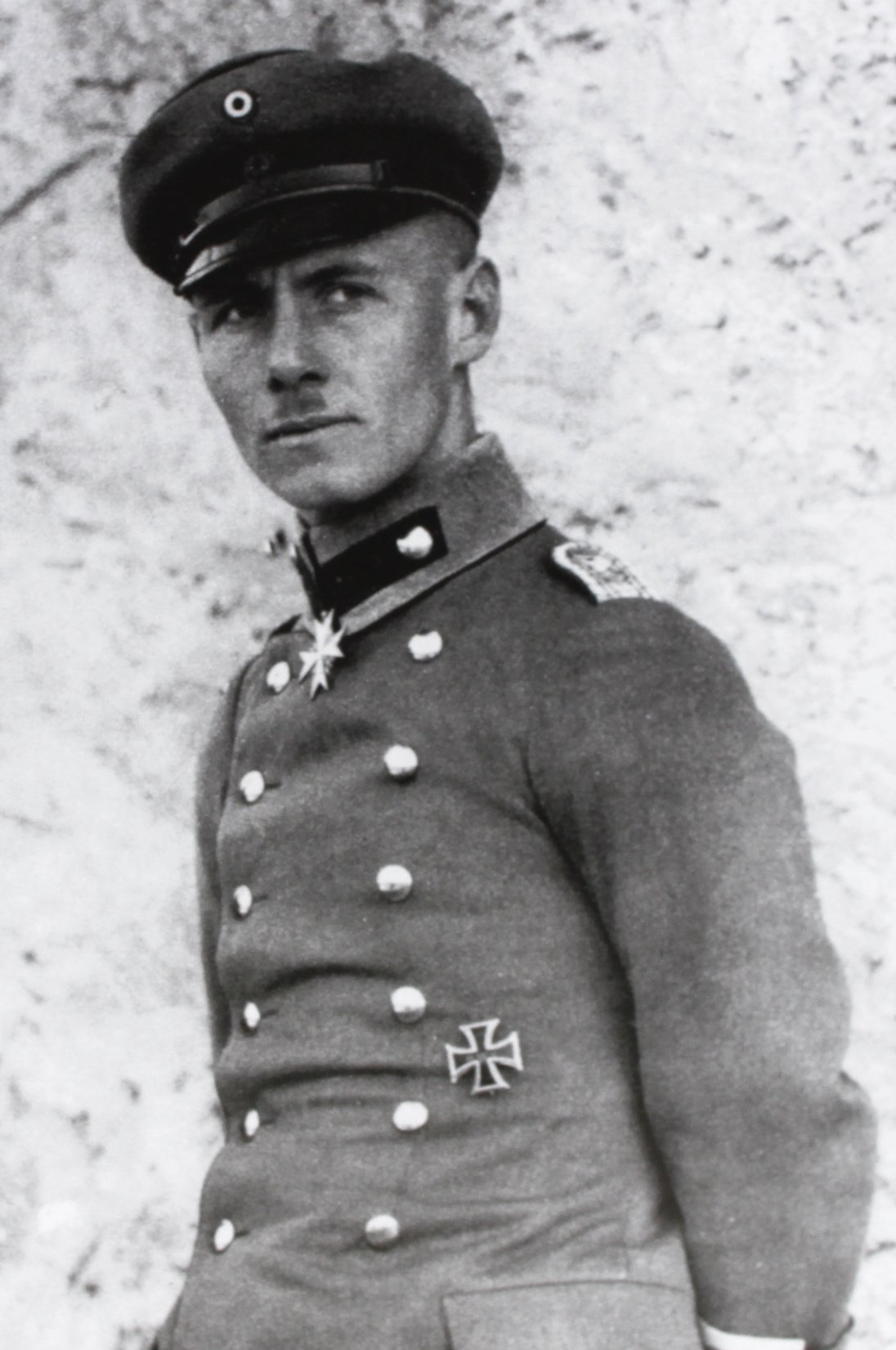
Le lieutenant Erwin Rommel sur le front italien, octobre 1917.

Le Bataillon de montagne du Wurtemberg est une unité d'infanterie de montagne de l'armée wurtembergeoise, partie de l'armée impériale allemande. Il participe à la Première Guerre mondiale de 1915 à 1918 avec le lieutenant Erwin Rommel à la tête d'une de ses compagnies.

## Formation
Le bataillon se forme à Münsingen, en octobre 1915.
Il est constitué de:
- 6 compagnies de tirailleurs.
- 6 sections de mitrailleurs.

## Premiers combats en Roumanie
Il est envoyé sur le front de Roumanie en octobre 1916, il prend position dans les Carpates aux côtés de la 11e division bavaroise qui vient d'être bousculée par les Roumains. Le bataillon escalade le mont Lescului et s'en empare le 11 octobre 1916. Il subit les contre-attaques roumaines mais rentre le 12 à Largu Jiu.
Le 30 janvier 1917, il capture cent soldats roumains par surprise, dans le village de Găgești, grâce à l'habilité de ses soldats.

## Combats en Italie

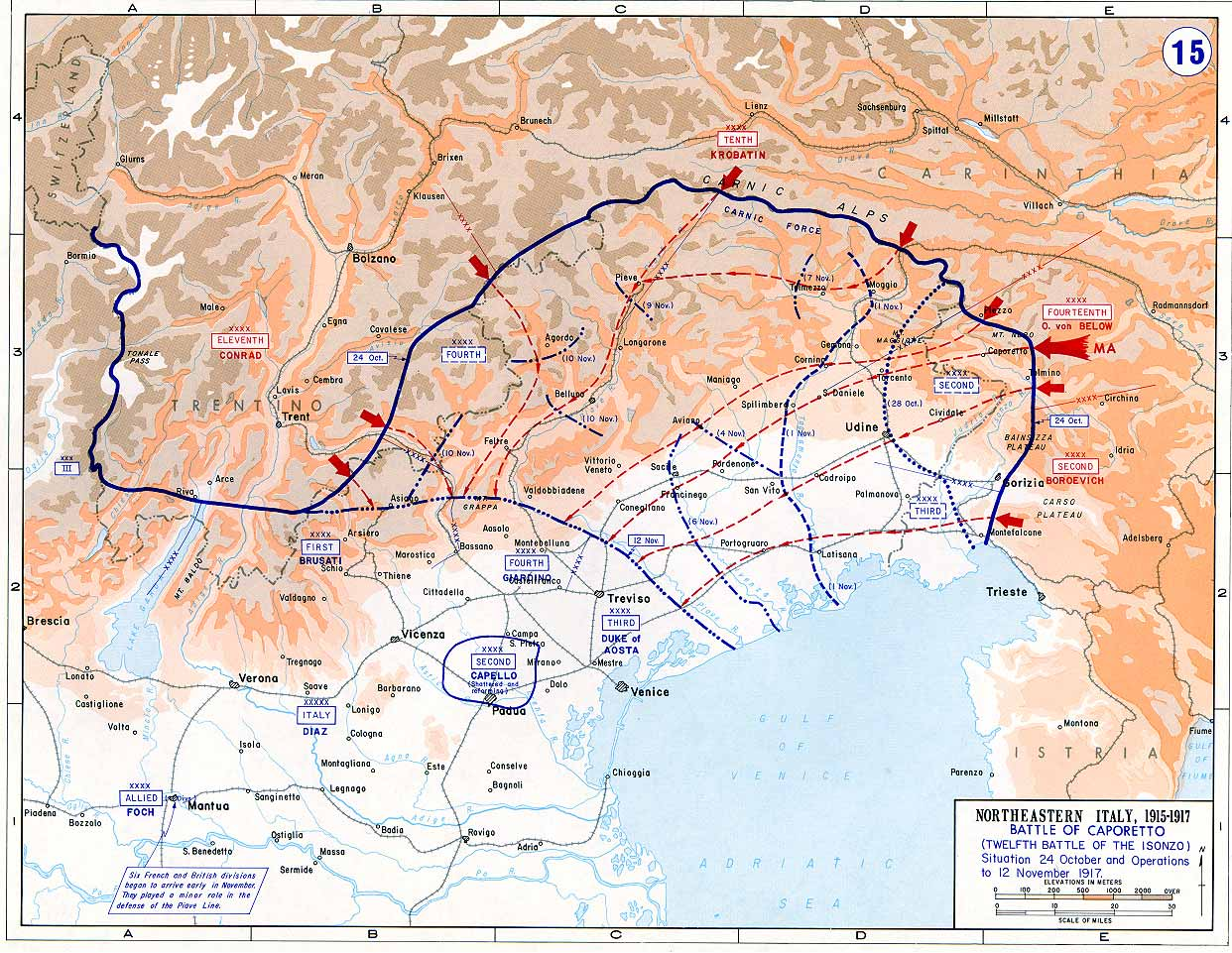
Le Front lors de la Bataille de Caporetto

Envoyé sur le front italien pendant l'été 1917, le bataillon réalise un exploit à Caporetto : à la pointe de l'offensive, il met en déroute les Italiens, capture une dizaine de canons lourds et fait plus d'un millier de prisonniers italiens. Le 10 novembre Longarone tombe entre ses mains, après que le bataillon a traversé la rivière à la nage pour s'en emparer.

## Dissolution
Le bataillon est dissous en 1918 lors de l'Armistice.